# (37792) 1997 VQ7
1997 VQ7 (asteroide 37792) é um asteroide da cintura principal. Possui uma excentricidade de 0.10308880 e uma inclinação de 1.99244º.
Este asteroide foi descoberto no dia 2 de novembro de 1997 por Beijing Schmidt CCD Asteroid Program em Xinglong.